# Tavuk şiş
Tavuk şiş, Şiş tavuk o Taouk shish (àrab: شيش طاووق, Xīx Ṭāwūq; àzeri: Toyuq kababı) és un plat tradicional turc de şiş (‘broqueta’), que també es pot trobar a les cuines de Síria, Palestina, Jordània, Líban, Egipte, Israel i l'Iraq, i que actualment es cuines en restaurants de kebab a moltes ciutats de tot el món. Un plat similar a la cuina persa és el tradicional kabab jujeh. Aquest plat és molt popular a Israel, a causa de les normes dietètiques que hi predominen; hi és denominat shipudei pargiyot (‘pollastre primaveral en broqueta’", hebreu: שיפודי פרגיות‎).
El plat consisteix en cubs de pollastre que són marinats, punxats en broquetes i cuits a la graella. Els adobs més comuns es basen en el iogurt i el suc de llimona o el puré de tomàquet, encara que hi ha moltes variacions. El tavuk şiş es menja típicament amb toum (‘pasta d'all’).

## Etimologia
Şiş ve del turc antic i significa ‘broqueta’ en català; i tavuk (pronunciat TAH-Wuk) és una variació de la paraula ‘pollastre’, també en turc antic.